# Pacung
Pacung is een bestuurslaag in het regentschap Buleleng van de provincie Bali, Indonesië. Pacung telt 2456 inwoners (volkstelling 2010).